# 昌栄高速運輸
昌栄高速運輸株式会社（しょうえいこうそくうんゆ）は、長野県長野市に本社を置く運輸事業者。
設立当初は貨物輸送のみを営んでいたが、現在ではタクシー・貸切バス事業にも進出している。
本稿では路線バス(高速バス)事業を行う株式会社昌栄交通（しょうえいこうつう）についても述べる。

## 沿革
- 1990年（平成2年）10月1日 - 設立
- 1991年（平成3年）3月29日 - 一般区域貨物自動車運送事業許可（新自貨第204号）
- 2001年（平成13年）7月5日 - 関連会社として、ジャパン流通株式会社を設立
- 2004年（平成16年）1月28日 - 一般乗用旅客自動車運送事業許可（北信交旅第586号）。タクシー事業に進出
- 2006年（平成18年）8月22日 - 一般貸切旅客自動車運送事業許可（北信交旅第409号）。貸切バス事業に進出
- 2014年（平成26年）12月12日 - 高速バスの自社運行に進出。「どっとこむライナー」の運行開始（後に昌栄交通に移管）

## 事業

### 貨物自動車
長野市の綿内流通ターミナル配車センターを中心に、62台の車両を運用している。

### タクシー
昌栄観光タクシーの名称で、長野市を中心に24台の車両を運行している。

### 貸切バス
長野市の本社ほかに東京都葛飾区水元と千葉県野田市桜台に営業所を置き、昌栄バスの名称で貸切バスを運行している。また、新高速乗合バス制度の下でオー・ティー・ビーやオリオンツアー、桜交通、さくら観光、AT LINERなどから高速バスの運行を受託している。

## 昌栄交通の事業
昌栄交通は昌栄高速運輸と同所在地に本社を置き、大阪府大阪市大正区に大阪営業所と大阪車庫がある。長野県と東京都・愛知県・大阪府・兵庫県を結ぶ高速バス「どっとこむライナー」を運行している。これは2014年（平成26年）から昌栄高速運輸が行ってきた自社運行による高速バス事業が移管されたものである。
営業所と車庫に関しては、昌栄バスと昌栄交通の区別は実質ないものとして利用されているが、昌栄交通大阪営業所では貸切予約を行なっていない。
東京方面
- 系2・系3：長野駅東急シェルシェ前 - 下氷鉋 - 小島田ターミナル - 長野インター前 - 上信越道屋代 - 千曲川さかき - 東部湯の丸 - バスタ新宿 - 東京駅鍛冶橋駐車場
- 系8・系9・系14・系15：須坂インターターミナル - エムウェーブ前 - 長野駅東急シェルシェ前 - 下氷鉋 - 小島田ターミナル - 長野インター前 - 上信越道屋代 - 千曲川さかき - 東部湯の丸 - 池袋サンシャインバスターミナル
  - 系14・系15は長野駅 - 池袋間の運行。

以下の系統は軽井沢経由
- 系4・系5・系6：須坂インターターミナル - エムウェーブ前 - 長野駅東急シェルシェ前 - 下氷鉋 - 小島田ターミナル - 長野インター前 - 上信越道屋代 - 千曲川さかき - 東部湯の丸 - 佐久インターウェーブ - 中軽井沢 - 軽井沢駅北口 - バスタ新宿 - 東京駅鍛冶橋駐車場
  - 系6は新宿 → 須坂間の運行。
- 系12・系13・系16：須坂インターターミナル - エムウェーブ前 - 長野駅東急シェルシェ前 - 下氷鉋 - 小島田ターミナル - 長野インター前 - 上信越道屋代 - 千曲川さかき - 東部湯の丸 - 佐久インターウェーブ - 中軽井沢 - 軽井沢駅北口 - 池袋サンシャインバスターミナル
  - 系16は池袋 → 長野駅間の運行。

軽井沢地区は長野県内（須坂 - 佐久間）と東京都内の両方向の停留所との間で利用できる。
愛知・大阪・兵庫方面
- 系10・系11： 長野駅東急シェルシェ前 - 下氷鉋 - 小島田ターミナル - 長野インター前 - 松本駅東口 - 長野道広丘野村 - 長野道みどり湖 - 名古屋栄 - 京都駅八条口東 -大阪難波 - ユニバーサルスタジオジャパン - 神戸三宮[7]

名古屋栄は長野県内と大阪府内・兵庫県内の両方向の停留所との間で利用できる。

## 事業所
貨物自動車
- 綿内流通ターミナル配車センター - 長野県長野市若穂綿内458-7

バス
- 東京営業所 - 東京都葛飾区水元六丁目19番6号
- 千葉営業所 - 千葉県野田市桜台1587-3

車両整備
- 広田自動車修理工場 - 長野県長野市広田120-1

## 関連会社
- 株式会社昌栄交通 - 長野県長野市神明25
- ジャパン流通株式会社 - 長野県長野市神明25
- 八幡タクシー株式会社 - 長野県千曲市大字稲荷山1904-4